# Pfarrhaus (Sugenheim)

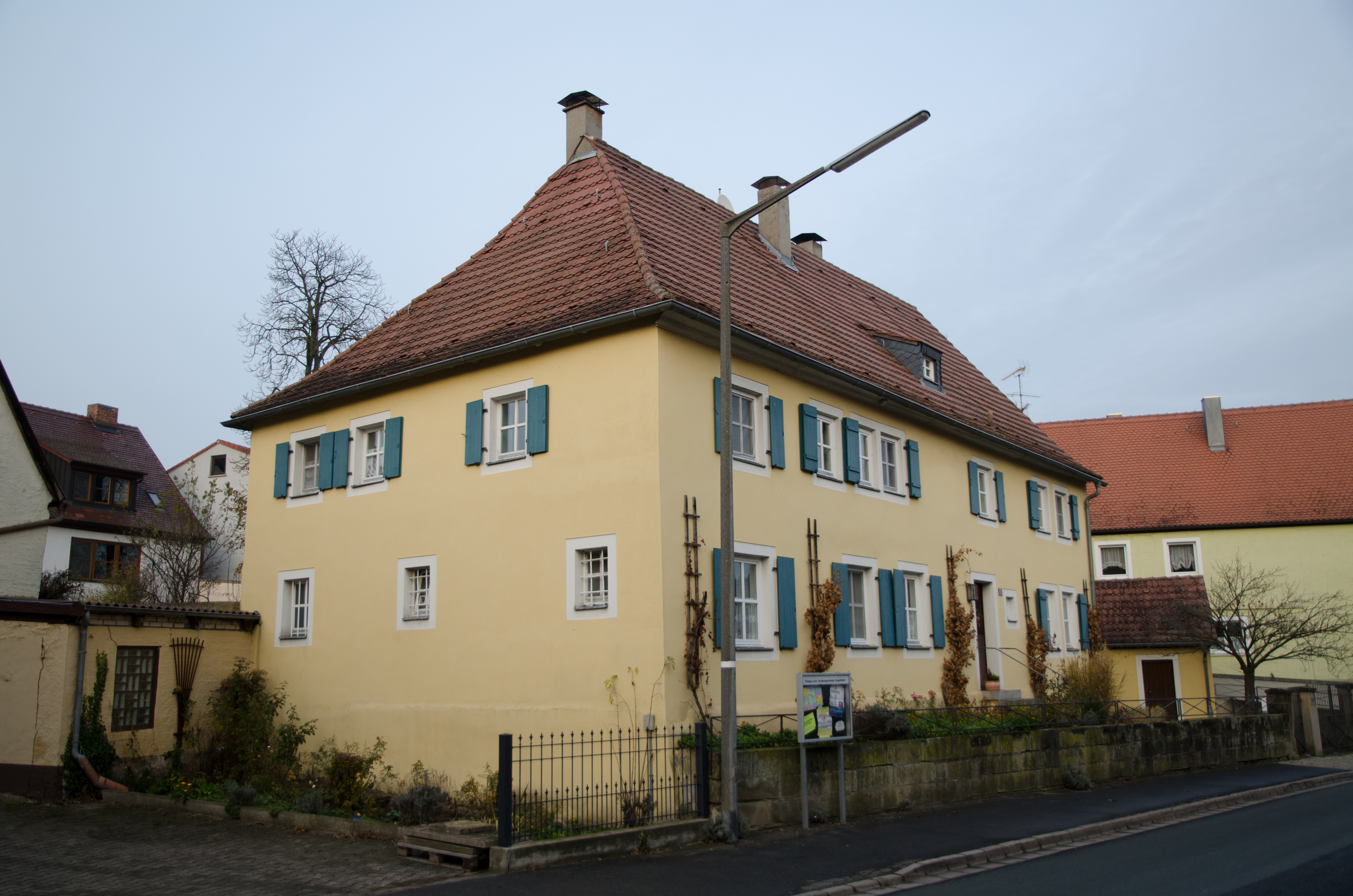
Pfarrhaus in Sugenheim

Das Pfarrhaus in Sugenheim, einem Markt im mittelfränkischen Landkreis Neustadt an der Aisch-Bad Windsheim (Bayern), wurde im Kern 1680 errichtet. Das Pfarrhaus an der Kirchstraße 21 ist ein geschütztes Baudenkmal.
Der zweigeschossige traufständige Halbwalmdachbau mit verputztem Fachwerkobergeschoss wurde im 18. Jahrhundert verändert.